# Hokuriku-Tunnel
Der Hokuriku-Tunnel (jap. 北陸トンネル Hokuriku tonneru) ist ein Eisenbahntunnel auf der japanischen Insel Honshū. Er liegt zwischen Tsuruga und Minami-Echizen in der Präfektur Fukui, nahe der Küste des Japanischen Meers. Der zweigleisige Tunnel ist 13,870 km lang und ist Teil der von Hapi-Line Fukui betriebenen Fukui-Linie, von ihrer Eröffnung im Jahr 1962 bis 2024 gehörte sie zur Hokuriku-Hauptlinie von JR West. Der Hokuriku-Tunnel ist der längste Tunnel des konventionellen kapspurigen Schienennetzes in Japan. Bis zur Eröffnung des normalspurigen Rokkō-Tunnels an der San’yō-Shinkansen im Jahr 1972 war er der längste Bahntunnel des Landes.

## Geschichte
Zwischen Tsuruga und Minami-Echizen erhebt sich der 762 m hohe Berg Hachibushi-yama. Dessen Sattel, der 628 m hohe Kinome-Pass, ist seit jeher ein Nadelöhr entlang des Hokurikudō. Die 1896 eröffnete Hokuriku-Hauptlinie umging den Kinome-Pass und verlief näher zur Küste. Dieser Abschnitt mit seinen insgesamt zwölf Tunneln bot zwar eine schöne Aussicht, war aber aufgrund der Eingleisigkeit und den bis zu 25 Promille steilen Neigungen in seiner Kapazität stark eingeschränkt. Darüber hinaus war die Strecke wegen ihrer exponierten Lage häufig Erdrutschen und Lawinen ausgesetzt.
Ab 1952 untersuchte die Japanische Staatsbahn alternative Streckenführungen und entschied sich nach der Prüfung von vier verschiedenen Varianten für den Bau eines langen doppelgleisigen Tunnels. Die Bauarbeiten begannen am 14. November 1957. Der Vortrieb erfolgte einerseits von Tsuruga und Imajō aus, andererseits von zwei Zwischenstollen. Geologische Störzonen und Wassereinbrüche stellten die Arbeiter vor Probleme, doch am 31. Juli 1961 gelang der Durchbruch. Die Ausbrucharbeiten waren im März 1962 abgeschlossen und der Tunnel konnte zum Fahrplanwechsel am 10. Juni 1962 in Betrieb genommen werden. Er war von Anfang an mit 20 kV Wechselspannung elektrifiziert, was zwischen Tsuruga und Imajō eine Verkürzung der Fahrtzeit um über eine Stunde bewirkte. Die nicht mehr genutzte eingleisige Trasse der Hokuriku-Hauptlinie baute man daraufhin in eine Straße um, die ab November 1963 zur Verfügung stand.
Beim Eisenbahnunfall im Hokuriku-Tunnel am 6. November 1972 wurden 30 Menschen getötet und über 700 verletzt, als der Speisewagen des von Osaka nach Aomori verkehrenden Schnellzugs Kitaguni aufgrund einer unsachgemäß verlegten Stromleitung in Brand geriet und sich dichter Rauch im Tunnel bildete. Im Rahmen der Staatsbahnprivatisierung ging die Hokuriku-Linie in den Besitz der neuen Gesellschaft JR West über. Am 16. März 2024 nahm sie die parallel verlaufende Hokuriku-Shinkansen mit dem Shin-Hokuriku-Tunnel in Betrieb. Die kapspurige Strecke durch den bestehenden Hokuriku-Tunnel gelangte am selben Tag an die Gesellschaft Hapi-Line Fukui, die sie seither unter der Bezeichnung Fukui-Linie betreibt.